# Dieter Streller
Dieter Streller (* 28. August 1929) ist ein ehemaliger deutscher Fußballspieler. 1952/53 spielte er für die BSG Motor Jena in der DDR-Oberliga, der höchsten Spielklasse im DDR-Fußball.

## Sportliche Laufbahn
Als im Sommer 1951 die Betriebssportgemeinschaft (BSG) Motor Jena in ihre zweite DDR-Liga-Saison ging, gehörte erstmals der 22-jährige Dieter Streller zum Kader. Streller, der zuvor nicht im ostdeutschen höherklassigen Fußball aktiv gewesenen war, hatte seinen ersten Einsatz in der zweitklassigen DDR-Liga im vierten Punktspiel der Jenaer. Er wurde als Mittelstürmer aufgeboten und erzielte beim 6:2-Sieg über die HSG Wissenschaft Halle mit dem Treffer zum zwischenzeitlichen 5:0 sein erstes Tor für die Jenaer Mannschaft. Bis zum Saisonende, das die BSG Motor als Aufsteiger in die DDR-Oberliga beendete, war Streller in insgesamt fünfzehn Ligaspielen eingesetzt worden und war mit dreizehn Treffern zweitbester Torschütze seiner Mannschaft geworden. In der Oberligasaison 1952/53 wurde Streller zunächst in den ersten sieben Punktspielen wieder als Stürmer aufgeboten, danach folgten zwei Einwechslungen und in der Rückrunde noch zwei Einsätze als Mittelfeldspieler. Nach diesen elf Spielen, in denen Streller auch zu keinem Torerfolg kam, war dessen Zeit bei der BSG Motor Jena beendet, und er erschien danach nicht mehr im höherklassigen Fußball. 